# Somatidia ptinoides
Somatidia ptinoides är en skalbaggsart som beskrevs av Bates 1874. Somatidia ptinoides ingår i släktet Somatidia och familjen långhorningar. Inga underarter finns listade i Catalogue of Life.